# Безымянлаг
Безымянла́г (Безымя́нский исправительно-трудовой лагерь, Безымянский ИТЛ) — предприятие, действовавшее в системе Управления особого строительства (УОС) Главного управления исправительно-трудовых лагерей Народного комиссариата внутренних дел СССР с 1940 по 1946 год на территории Куйбышевской области.

## Создание
Безымянлаг создали в 1940 году. К концу 1940 года исправительно-трудовой лагерь был переименован в Управление лагерей по строительству куйбышевских заводов. С 1941 по 1946 годы предприятие носило название: Управление Безымянских лагерей НКВД СССР.
Управление Безымянлага находилось в городе Куйбышеве в районе станции Безымянка (почтовый адрес: ст. Безымянка Куйбышевской ж.д., п/я 270), с 1943 года — в районе железнодорожной станции Кряж. С 1940 по 1945 год начальником Безымянлага был старший майор госбезопасности Александр Павлович Лепилов, который возглавлял и УОС.
При создании Безымянский ИТЛ получил от Самарского ИТЛ различные сооружения и лагпункты. Приказом Наркома НКВД СССР Л. П. Берия в ведение Безымянлага были переданы:
1. Безымянская ТЭЦ с линиями электропередач
2. Куйбышевская ТЭЦ с линиями электропередач
3. Центральный механический завод (Мехзавод)
4. Киркомбинат
5. Куйбышевский деревообделочный комбинат
6. Строительство жилых домов в г. Куйбышеве
7. Красноглинская железная дорога (с подъездными путями)[5]
8. Жигулёвская контора нерудных материалов
9. Жигулёвский деревообделочный комбинат
10. Жигулёвская лесобиржа
11. Зубчаниновский участок
12. Новосемейкинский участок
13. Торгпит
14. Совхозы и сельхозы.

По состоянию на июль 1940 года Безымянлаг состоял из следующих подразделений:
- Жигулёвский район (2 участка) — 6000 человек;
- Куйбышевский участок (Куйбышевская ТЭЦ) — 2000 чел.;
- Мехзаводской участок — 2000 чел.;
- Безымянский участок (Безымянская ТЭЦ) — 3000 чел.;
- Зубчаниновский участок — 900 чел.;
- Киркомбинатский участок — 1500 чел.;
- Инвалидный городок — 700 чел.

С августа 1940 года началось интенсивное пополнение лагеря заключёнными: к 1 сентября численность увеличилась с 16000 до 29700 человек, к 15 сентября до 34700 человек, а к 15 декабря население лагеря достигло 42500 человек. Приём пополнения производился через Зубчаниновский участок (его население в этот период достигало 5000 человек) и Безымянский участок (его численность доходила до 9000 человек), на Безымянской площадке было организовано четыре района. Для захоронения умерших заключённых со всех участков Безымянской площадки использовалось кладбище на Мехзаводском участке (в 10 км от Безымянки).

## Структура и деятельность
По состоянию на апрель 1941 года в составе лагеря имелись следующие подразделения:
- 1-й район (6 участков) — строительство авиационных заводов № 122[9] и 295[10] (24610 чел., 4 км от ж.д. станции Безымянка, восточная часть нынешнего Юнгородка);
- 2-й район (2 участка) — строительство авиамоторного завода (12137 чел., 1 км от ж.д. станции Безымянка, западная часть нынешнего Юнгородка);
- 3-й район (2 участка) — строительство аэродрома для авиазаводов и шоссейных дорог в Зубчаниновке (4400 чел., 8 км от ж.д. станции Безымянка, 1 и 4 км от ж.д. платформы Зубчаниновка);
- 4-й район (1 участок) — строительство жилого городка (10864 чел., 4 км от ж.д. станции Безымянка, район нынешней пл. Кирова);
- Безымянская ТЭЦ — строительные работы (4889 чел.);
- Куйбышевская ТЭЦ — строительные работы и деревообделочный комбинат (1233 чел.);
- Мехзаводской участок (при нём штрафной участок в Орловом овраге) — строительные работы, металлоконструкции, песчаный карьер (4521 чел., 3 км от механического завода);
- Киркомбинат — производство кирпича (734 чел.);
- Контора подсобных предприятий (3 участка, бывший Жигулёвский район) — выгрузка леса, деревообделочный комбинат, каменные карьеры (7742 чел., Коптев овраг на левом берегу Волги в 28 км от г. Куйбышева, Ширяево — на правом берегу Волги в 15 км от Коптева оврага);
- Зубчаниновский участок — швейные мастерские, склады общего и технического снабжения (3017 чел., 5 км от ж.д. станции Безымянка);
- Красноглинский участок — деревообделочный комбинат, Центральный лазарет (1710 чел., Коптев овраг);
- Елшанка — песчаный карьер (234 чел., ж.д. разъезд Елшанка Чкаловской железной дороги, 198 км от Безымянки);
- Сакмара — песчаный карьер (294 чел., ж.д. разъезд Сакмара Чкаловской железной дороги, 316 км от Безымянки);
- «Кряж» — овощной совхоз (590 чел., 5 км от ж.д. станции Кряж);
- «Хорошенький» — мясо-молочный совхоз (83 чел., 60 км от г. Куйбышева).

По состоянию на 1 апреля 1942 года дислокация подразделений лагеря была следующей (списочная численность заключённых 50506 чел.)::
- 1-й район (два лагучастка) — строительство двух авиазаводов (8294 чел.);
- 2-й район (один лагучасток) — строительство авиамоторного завода (10124 чел.);
- 4-й район (один лагучасток) — строительство жилого городка на Безымянке (5704 чел.);
- 5-й район (один лагучасток) — строительство Безымянской ТЭЦ (3542 чел.);
- 6-й участок (посёлок Зубчаниновка) — базы общего и технического снабжения (2204 чел.);
- 7-й участок (Куйбышевский деревообделочный комбинат) — производство столярных изделий (789 чел.);
- 8-й участок (Новосемейкино) — строительство объекта № 15 — подземного радиоцентра (4069 чел.);
- 9-й участок — кирпичные заводы (1007 чел.);
- 10-й участок (совхоз «Кряж») — производство овощей (1165 чел.);
- 11-й участок (Елшанский карьер) — добыча нерудных материалов (250 чел.);
- 12-й участок (совхоз «Хорошенькое») — зерновой и животноводческий (200 чел.);
- 13-й участок (Отдельный Красноглинский оздоровительный профилактический пункт) — центральный лазарет (3291 чел.);
- 14-й участок (восемь лагучастков) — Контора подсобных предприятий на станции Красная Глинка, обеспечивающая рабочей силой карьеры и лесопильные заводы (9867 чел.).

## Основные объекты
Главными задачами Безымянлага были строительство в г. Куйбышеве и его окрестностях:
- авиационных заводов № 122[9] и 295[10], авиамоторного завода № 377[12],
- аэродрома для авиационных заводов,
- завершение строительства Безымянской и Куйбышевской ТЭЦ,
- карбидного завода НКАП,
- нефтеперерабатывающего завода № 443 в районе станции Кряж,
- объектов для Куйбышевского нефтекомбината,
- цеха вагоноремонтного завода,
- разработка гравийных карьеров,
- строительство мощной радиостанции (объект № 15 Особстроя)[13] близ села Новосемейкино[14],
- строительство жилья, коммунально-бытовых объектов, водопровода, канализации, трамвайных путей и депо,
- работы в совхозе «Красный пахарь».

Безымянлаг был ликвидирован 24 апреля 1946 года. Система лагерных пунктов и участков бывшего Безымянлага перешла в подчинение Управления исправительно-трудовых лагерей и колоний (УИТЛК) по Куйбышевской области.
Начальники
- с 25.09.1940 по 20.12.1945 — старший майор ГБ А. П. Лепилов.

## Заключённые Безымянлага
Численность заключённых Безымянлага по годам:
- в январе 1941 года — 42 903 человека
- в июле 1941 года — 91 211 человек[15]
- в январе 1942 года — 81 278 человек[16]
- в январе 1943 года — 29 811 человек (из них 1475 женщин)
- в январе 1944 года — 5990 человек
- в июле 1944 года — 8583 человека
- в январе 1945 года — 7122 человека
- в январе 1946 года — 5963 человека

В период наиболее интенсивного строительства (1941 год) Безымянлаг пополняли по возможности здоровыми заключёнными, владевшими производственными специальностями, по статьям осуждения не относившимися ни к политическим, ни к уголовникам-рецидивистам, а отбывавшим наказание за бытовые преступления. Безымянлаг был перенаселён. Заключённые жили либо в утеплённых палатках, либо в бараках с двухъярусными сплошными нарами, где на каждого приходилось в среднем чуть более одного метра жилья. Официальная продолжительность рабочей смены составляла 11 часов, на деле работали и дольше.
Напряжённый труд и низкокалорийное питание сокращали численность работоспособных узников. По медицинской статистике лагеря, в 1940 и первой половине 1941 г. внешние факторы, связанные непосредственно с производством, выводили заключенных из строя. Это, прежде всего, травматизм, болезни кожи и подкожной клетчатки. Но уже с конца 1941 до первой половины 1943 г. истощение, цинга, болезни органов пищеварения — непременные спутники лагеря.

— А. В. Захарченко. «Проблемы социально-бытового обеспечения и трудового использования узников Безымянлага»
Очень тяжёлой в Безымянлаге была зима 1941–1942 года. В течение двух лет (с 1 июня 1941 по 1 июля 1943 года) в лагере умерло 11165 заключённых, и 42 % от этого числа, или 4732 смертельных случая приходится на ноябрь 1941–январь 1942 года. В начале 1942 года похоронная команда, состоявшая из сотни человек, не успевала хоронить тела умерших, и их просто складывали на кладбище в районе участка Мехзавод
Распределение заключённых Безымянлага по составу преступления на апрель 1942 года (от общей численности 42916 чел.): должностные и хозяйственные преступления 19,2 %, имущественные преступления 17,8 %, хулиганство 13,4 %, прочие уголовные преступления 9,4 %, антисоветские высказывания 6,3 %, спекуляция 6,3 %, социально вредный элемент 4,1 %, нарушение закона о паспортизации 3,8 %, воры-рецидивисты 3,3 %, бандитизм, умышленное убийство 3,3 %, прочие контрреволюционные преступления 2,9 %, скотокрады 1,8 %, расхищение собственности 1,7 %, поражённые в правах 1,3 %, распространители провокационных слухов 1 %, воинские преступления 0,8 %, диверсия и вредительство 0,7 %, незаконное хранение оружия 0,7 %, принадлежность к контрреволюционным организациям 0,68 %, террористическая деятельность 0,5 %, социально опасный элемент 0,47 %, политический бандитизм 0,17 %, нелегальный переход границы 0,15 %, измена Родине, шпионаж 0,06 %.

## Память
8 августа 2008 года на Безымянской ТЭЦ состоялась церемония открытия мемориальной доски, установленной в память о репрессированных специалистах-энергетиках и политзаключённых Безымянлага, задействованных при строительстве объектов электроэнергетики.